# Estadio Centenario
El Estadio Centenario es un recinto deportivo mundialista ubicado en la ciudad de Montevideo, Uruguay. Se sitúa en el barrio de Parque Batlle. Es administrado por la Comisión Administradora del Field Oficial (CAFO), compuesta por tres miembros de la Asociación Uruguaya de Fútbol y dos de la Intendencia de Montevideo. 
Es el estadio con mayor capacidad de Uruguay y uno de los quince más grandes de América. El 18 de julio de 1983 fue declarado por la FIFA como Monumento Histórico del Fútbol Mundial, siendo la única construcción de esta índole en todo el mundo.
Fue sede, entre otros torneos, de la Copa Mundial de Fútbol de 1930, el Campeonato Sudamericano 1942, el Campeonato Sudamericano 1956, el Campeonato Sudamericano 1967, la Copa de Oro de Campeones Mundiales en 1980 y la Copa América 1995, todos ganados por Uruguay. Actualmente, la selección de fútbol de Uruguay juega en este estadio sus partidos de local. Cualquier club uruguayo que solicite disputar sus partidos en este escenario lo puede hacer alquilándolo. Es el estadio con mayor cantidad de partidos disputados en su cancha en la historia de la Copa Libertadores de América.
Su capacidad actual es de 60 235 personas. Su mayor capacidad fue de 74 860 espectadores, una vez que se ampliaron las dos cabeceras. Con la ampliación de la tribuna principal, la capacidad habría sido de 90 000 personas, pero esto no ocurrió, y la tribuna oficial se encuentra más pequeña que las demás. Con el cierre de los taludes por motivos de seguridad, se redujo la capacidad, alcanzando los números actuales.
Es el estadio uruguayo con mejor luz artificial, con una iluminación de 1.500 luxes, tras una reforma realizada en 2021.

## Localía

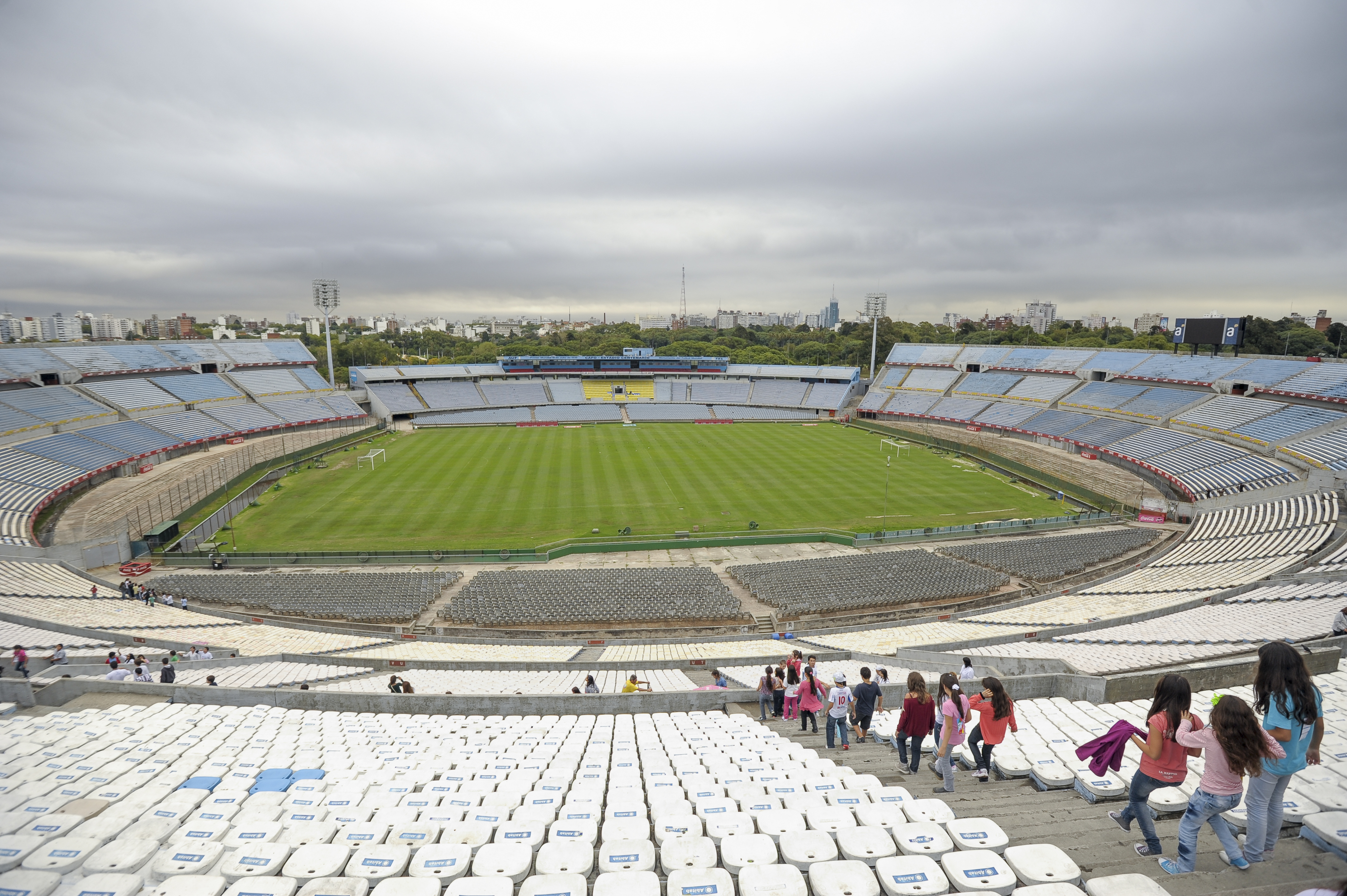
Estadio Centenario, 3 de abril de 2011

Desde su inauguración en 1930 para el Mundial de ese año, el estadio Centenario es utilizado por la Selección de fútbol de Uruguay en los partidos como local, además de los equipos uruguayos que soliciten hacer lo mismo. Peñarol lo utilizó como escenario de la mayoría de sus partidos de local, hasta el 9 de abril de 2016 día en el cual inauguró el estadio Campeón del Siglo. Nacional decide finalmente jugar ahí partidos de Copa Libertadores, además de clásicos y algunas otras ocasiones por el campeonato uruguayo. Adicionalmente, muchos equipos de la primera división optan por utilizar el estadio como sede para sus partidos frente a Nacional y Peñarol, o encuentros por competiciones internacionales de Conmebol, siendo el estadio del continente con más partidos disputados de Copa Libertadores de América.

## Historia

### Construcción

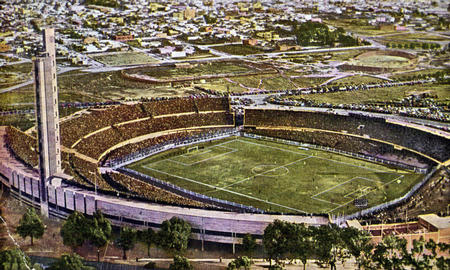
Partido inaugural de la Copa Mundial de Fútbol de 1930

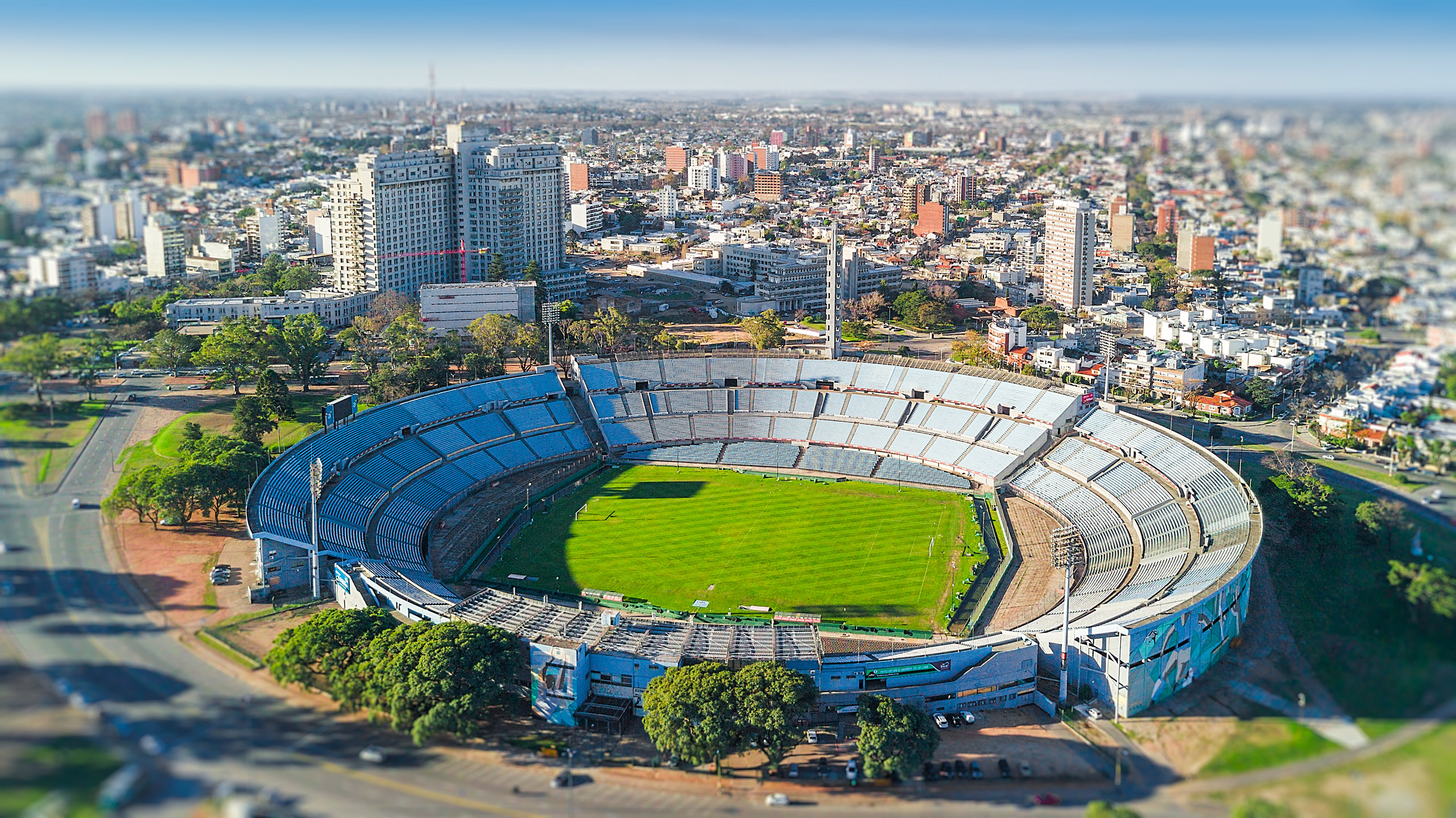
Vista aérea del estadio

El Centenario es uno de los estadios más importantes en el desarrollo deportivo de Sudamérica y del fútbol internacional. Fue construido especialmente para la organización de la Copa Mundial de Fútbol de 1930, por trabajadores inmigrantes en un tiempo récord de 9 meses. Su nombre se origina de la celebración de los 100 años de la jura de la primera Constitución del Uruguay.
En un comienzo, en el Centenario se realizarían todos los partidos de la Copa Mundial. Sin embargo, las fuertes lluvias que azotaron Montevideo tiempo antes impidieron el fin de la construcción del estadio, por lo que varios partidos debieron realizarse en Parque Central, perteneciente al Club Nacional de Football, y el hoy desaparecido Estadio Pocitos, del Club Atlético Peñarol. 

### Eventos deportivos
El Centenario fue inaugurado el 18 de julio de 1930, en el partido entre Uruguay y Perú, obteniendo la victoria la selección celeste por 1-0, con gol de Héctor "Manco" Castro. La final de dicha Copa Mundial enfrentó a la Selección de Uruguay con la Argentina, siendo ganador Uruguay por 4-2.
Por la Copa América se jugaron íntegramente en el Centenario las ediciones de 1942 y 1956, la fase final de 1967, y algunos encuentros, incluida la final, de la edición de 1995. En las cuatro ocasiones el ganador fue Uruguay, por lo que es la única selección que se ha consagrado campeón del torneo en este estadio.
Se jugó el primer encuentro de la Copa Intercontinental, en la edición de 1960, entre el campeón de Europa Real Madrid y el campeón de Sudamérica Peñarol. Además, el mismo Peñarol logró la primera intercontinental para Sudamérica en 1961, venciendo a Benfica.
También se jugó aquí la tercera y definitiva final de la Copa Intercontinental de 1967 entre Racing Club y el Celtic Football Club, ganadores de la Copa Libertadores 1967 y la Copa de Campeones de Europa 1966-67, respectivamente. El conjunto argentino se proclamó campeón, siendo la primera ocasión en la que un equipo de ese país lograba ganar esta competición.
Se han jugado en el Estadio Centenario catorce partidos por finales de la Copa Libertadores de América. Los únicos clubes que se han consagrado campeones de este torneo en el Centenario son Nacional en 1980 y 1988, Estudiantes de la Plata en 1970, Independiente en 1973, Flamengo en 1981. Boca Juniors en 1977. y Palmeiras en 2021
También fue sede en su totalidad del Mundialito de 1980, y junto con otros estadios de Uruguay, de tres Sudamericanos Sub-20 (1979, 2003 y 2015), y de un Sudamericano Sub-17 (1999).

## Sectores

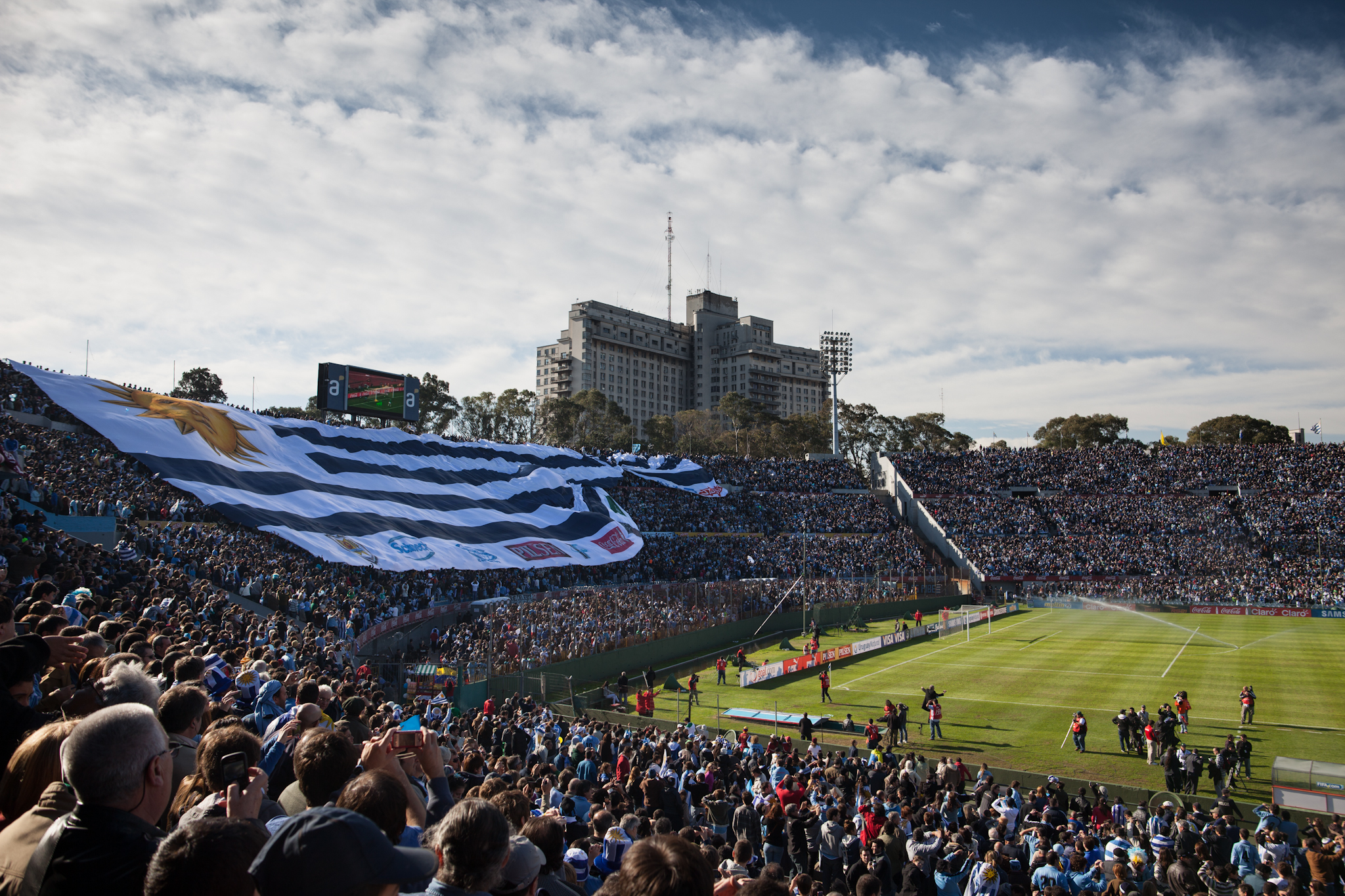
Tribuna Colombes

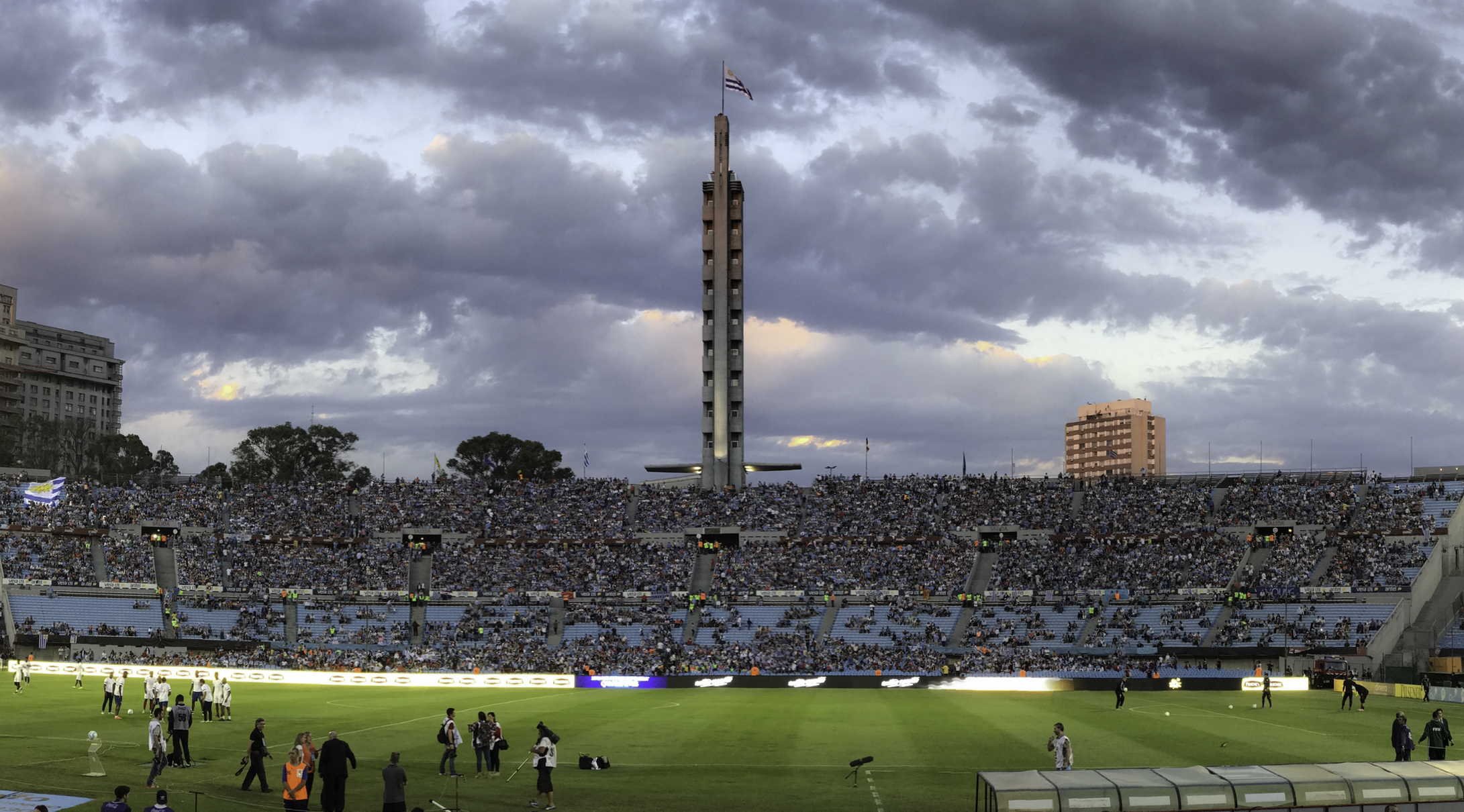
Tribuna Olímpica

El estadio cuenta con cuatro sectores, separados por escalinatas de acceso a las localidades inferiores (plateas y taludes).
En el sector lateral oeste se ubica la Tribuna América. En la sección central de la misma se encuentra el Palco Oficial, con espacio para 1.882 personas adicionales, incluidos los palcos individuales cerrados vip y el sector de prensa en su parte superior. Por su parte, el resto de la tribuna abierto al público en general cuenta con capacidad para 5.957 espectadores distribuidos en dos anillos (bandejas). Por último, en la zona inferior del sector se encuentra la Platea América, con espacio para 2.911 espectadores. Todo esto totaliza una capacidad máxima para el sector de 10.750 personas sentadas.
En el sector lateral este se encuentra la Tribuna Olímpica y la platea inferior del mismo nombre. Su denominación deriva de que por la fecha de la construcción del estadio la selección uruguaya había conquistado recientemente dos campeonatos olímpicos consecutivos (1924 y 1928). La Tribuna Olímpica cuenta con capacidad de 18.907 espectadores en sus tres anillos, mientras que la Platea Olímpica cuenta con 2.741 localidades adicionales, totalizando una capacidad para el sector de 21.648 espectadores sentados. En la parte inferior de la Tribuna Olímpica se encuentra el Museo del fútbol uruguayo.
En las cabeceras del estadio están los sectores populares, denominados así debido a que sus localidades son por lo general las más baratas. En el sector norte se ubica la Tribuna Colombes, denominada así en honor a la localidad francesa en la que está ubicado el estadio donde la selección uruguaya obtuvo la medalla de oro olímpica en 1924. Por su parte, en el sector sur se encuentra la Tribuna Ámsterdam, denominada así ya que fue en esa ciudad donde los celestes se coronaron campeones olímpicos por segunda vez consecutiva en 1928. La Tribuna Colombes tiene capacidad para 13.914 espectadores mientras que la Tribuna Ámsterdam puede albergar a 13.923 personas. Ambos sectores, prácticamente simétricos entre sí, cuentan además con un talud inferior con espacio para aproximadamente 2500 espectadores adicionales en cada uno, los cuales por lo general no se habilitan luego de que a fines del siglo XX fueron retiradas las gradas por razones de seguridad.

### Torre de los Homenajes

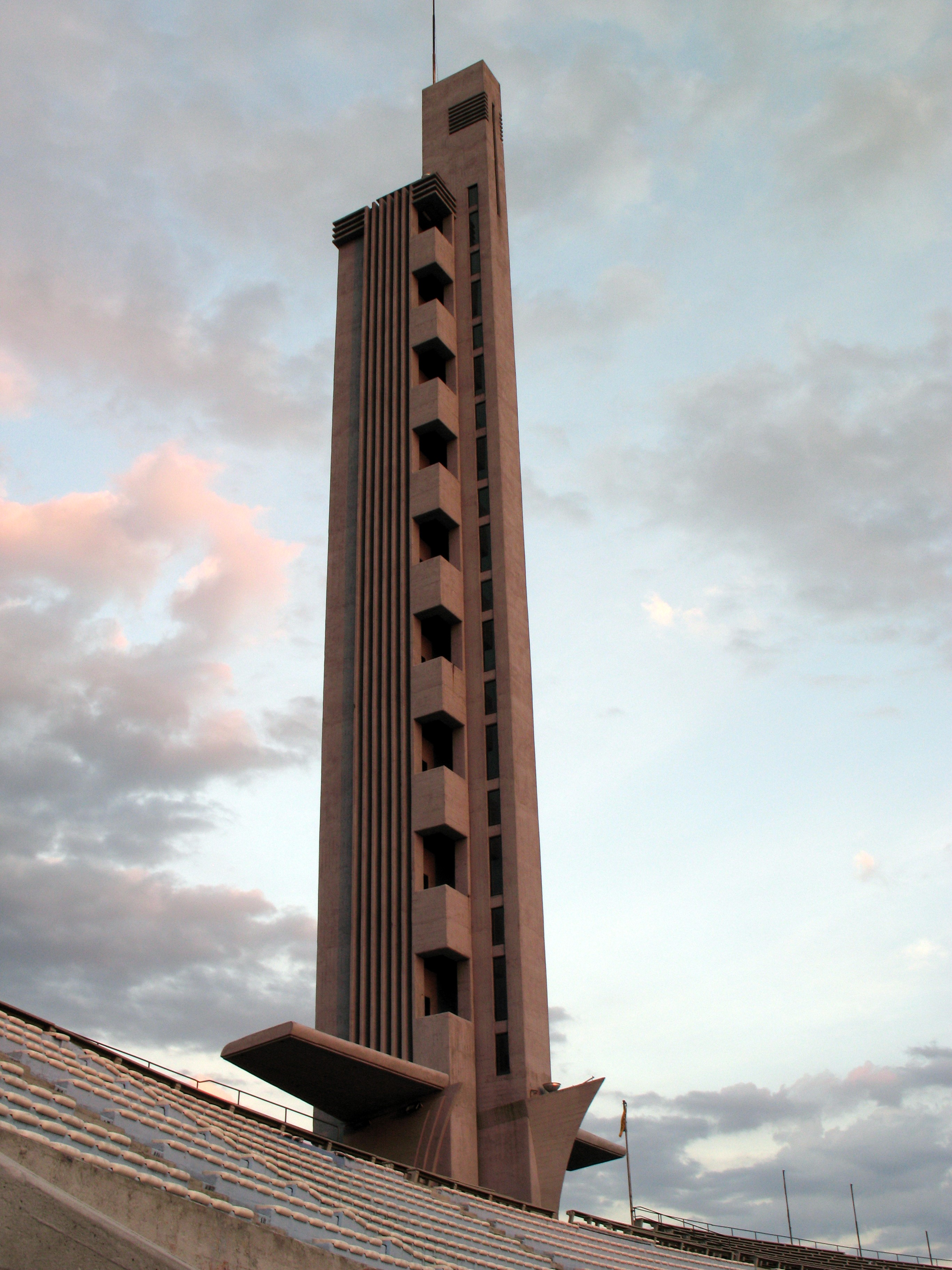
Torre de los Homenajes

Uno de los elementos arquitectónicos más distintivos y originales del estadio Centenario es, sin duda, la Torre de los Homenajes la cual destaca sobre toda la infraestructura como una especie de aguja. Tiene la función de ser un mirador hacia el interior del estadio y hacia la ciudad. 
Consiste de un edificio independiente de concreto armado, insertado en medio de la tribuna Olímpica (sur) y tiene una altura de 100 metros. Fue declarada Patrimonio Histórico de Montevideo. 
El arquitecto Juan Scasso se inspiró en una torre similar que observó en un estadio en los Países Bajos, con la diferencia de que optó por diseñarla con simbolismos nacionales que justifican su nombre: cada uno de los nueve balcones del mirador representa las franjas de la bandera de Uruguay (cinco blancas y cuatro azules), mientras la base de la torre imita a las alas de un avión y a la proa de un barco, en referencia a la llegada de los inmigrantes al país. La torre está coronada por un asta en la que ondea regularmente una bandera uruguaya de grandes dimensiones.

### Otras instalaciones
Dentro del estadio Centenario, hay otras instalaciones. Por ejemplo, se encuentra el Museo del fútbol uruguayo, también conocido como Museo del Fútbol, en el que se destacan logros deportivos de la selección nacional o del fútbol uruguayo. Se ubica debajo de la tribuna Olímpica del estadio Centenario y se inauguró el 15 de diciembre de 1975. En 2004 tuvo una remodelación, en la que se le agregó un ascensor panorámico a la Torre de los Homenajes.
El Museo posee una gran colección de objetos recordatorios de los momentos más destacados del fútbol uruguayo y mundial. 
Este es administrado por la Comisión Administradora del Field Oficial (CAFO), la cual está compuesta por representantes de la AUF y por la Intendencia Municipal de Montevideo. El 21 de julio de 1929 fue colocada la piedra fundacional del Estadio, la cual se encuentra debajo de la torre y también puede ser visitada.
También se encuentra una escuela funcionando debajo de la tribuna Olímpica.

### Eventos deportivos que albergaron más público
- Fuente: 100 años de historia del fútbol uruguayo

| N.º | Fecha     | Motivo                    | Partido                  | Espectadores |
| --- | --------- | ------------------------- | ------------------------ | ------------ |
| 1.  | 3/7/1960  | Copa Intercontinental     | Peñarol 0–0 Real Madrid  | 71.872       |
| 2.  | 4/11/1967 | Copa Intercontinental     | Racing Club 1–0 Celtic   | 70.152       |
| 3.  | 15/6/2011 | Final Copa Libertadores   | Peñarol 0–0 Santos       | 70.000       |
| 4.  | 20/3/1960 | Final Campeonato Uruguayo | Peñarol 2–0 Nacional     | 67.446       |
| 5.  | 4/6/1961  | Final Copa Libertadores   | Peñarol 1–0 Palmeiras    | 67.267       |
| 6.  | 28/1/1976 | Liguilla Pre-Libertadores | Peñarol 5–1 Nacional     | 67.239       |
| 7.  | 28/3/1962 | Copa Libertadores         | Peñarol 3–2 Santos       | 67.230       |
| 8.  | 6/6/1943  | Torneo Competencia        | Nacional 1–0 Peñarol     | 67.066       |
| 9.  | 15/2/1956 | Campeonato Sudamericano   | Uruguay 1–0 Argentina    | 66.791       |
| 10. | 22/7/1958 | Amistoso                  | Nacional 0–0 Real Madrid | 66.321       |
| 11. | 31/5/1953 | Amistoso                  | Uruguay 2–1 Inglaterra   | 66.072       |

## Conciertos
El Estadio Centenario ha recibido numerosos y multitudinarios conciertos, tanto de parte de artistas nacionales como internacionales. Algunos de los artistas que han brindado sus shows en este estadio son:
| Artista | Año  |
| --- | ---- |
| Alfredo Zitarrosa, Víctor Heredia, Psiglo, Vera Sienra, Sindykato, Quilapayún, Dean Reed                                                                | 1973 |
| Julio Iglesias | 1983 |
| Alfredo Zitarrosa, Los Olimareños, Joan Manuel Serrat, Alfredo Zitarrosa, Daniel Viglietti, Numa Moraes, Yamandú Palacios, Falta y resto, Chico Buarque | 1984 |
| Mercedes Sosa | 1985 |
| Joan Manuel Serrat | 1986 |
| Joan Manuel Serrat | 1988 |
| Rod Stewart | 1989 |
| Mick Taylor, Eric Clapton, Sting | 1990 |
| Paul Simon, The Cult | 1991 |
| Roxette, Joe Cocker, Brian May, The B-52's, Serú Girán, Ricardo Montaner                                                                                | 1992 |
| Fito Páez, Ricky Martin | 1993 |
| Plácido Domingo, Luciano Pavarotti, Luis Miguel, Joan Manuel Serrat                                                                                     | 1996 |
| Níquel, Maná, Soledad Pastorutti | 1998 |
| Enrique Iglesias, Fito Páez, Luis Miguel | 1999 |
| No Te Va Gustar | 2000 |
| Alejandro Sanz, Patricio Rey y sus Redonditos de Ricota                                                                                                 | 2001 |
| Buitres Después de la Una | 2003 |
| Nortec Collective, No Te Va Gustar, Jorge Drexler, Joe Vasconcellos, Árbol, Amaral, Arnaldo Antunes                                                     | 2006 |
| Bryan Adams, Chayanne, Joan Manuel Serrat, Joaquín Sabina                                                                                               | 2007 |
| Teen Angels | 2008 |
| Los Olimareños | 2009 |
| Ricardo Arjona, ReyToro, Sebastian Bach, Guns N' Roses                                                                                                  | 2010 |
| Maná | 2011 |
| Silvio Rodríguez, Paul McCartney, Marc Anthony, Chayanne                                                                                                | 2012 |
| Snake, Aerosmith, Marc Anthony | 2013 |
| One Direction, Paul McCartney, Rod Stewart | 2014 |
| Boomerang, The Rolling Stones, Maná, Marc Anthony | 2016 |
| Soy Luna, Ricardo Arjona, Joaquín Sabina | 2017 |
| The Pretenders, Phil Collins, Roger Waters | 2018 |
| Ed Sheeran | 2019 |
| Maroon 5 | 2020 |
| No Te Va Gustar, Jaime Roos | 2021 |
| La Vela Puerca, Guns 'N Roses, Tini | 2022 |
| Roger Waters | 2023 |
| Paul McCartney | 2024 |

## Eventos deportivos
| Predecesor: Ninguno                                                | Final de la Copa del Mundo Uruguay 1930 Uruguay 4:2 Argentina                         | Sucesor: Stadio Nazionale PNF Italia 1934                     |
| Predecesor: Estadio Nacional Santiago de Chile Chile 1941          | Estadio de la final de la Copa América Uruguay 1942 Uruguay 1:0 Argentina             | Sucesor: Estadio Nacional Santiago de Chile Chile 1945        |
| Predecesor: Estadio Nacional de Chile Santiago de Chile Chile 1955 | Estadio de la final de la Copa América Uruguay 1956 Uruguay 1:0 Argentina             | Sucesor: Estadio Nacional del Perú Lima Perú 1957             |
| Predecesor: Estadio Félix Capriles Cochabamba Bolivia 1963         | Estadio de la final de la Copa América Uruguay 1967 Uruguay 1:0 Argentina             | Sucesor: Estadio Olímpico de la UCV Caracas Copa América 1975 |
| Predecesor: Estadio Olímpico de la UCV Caracas Venezuela 1977      | Estadio de la final del Campeonato sudamericano sub-20 IX final Uruguay 1979 Uruguay  | Sucesor: Estadio Olímpico Atahualpa Quito Ecuador 1981        |
| Predecesor: Estadio Defensores del Chaco Asunción Paraguay 1997    | Estadio de la final del Campeonato sudamericano sub-17 VIII final Uruguay 1999 Brasil | Sucesor: Estadio Mariano Melgar Arequipa Perú 2001            |

| Predecesor: Ninguno                                                                 | Estadio de la final de la Copa de Oro de Campeones Mundiales Uruguay 1980 Uruguay 2:1 Brasil | Sucesor: Ninguno                                       |
| Predecesor: · Estadio Monumental Isidro Romero Carbo Guayaquil Ecuador Ecuador 1993 | Estadio de la final de la Copa América Uruguay 1995 Uruguay 1:1 (5:3) Brasil                 | Sucesor: Estadio Hernando Siles La Paz Bolivia 1997    |
| Predecesor: Estadio Modelo Alberto Spencer Guayaquil Ecuador 2001                   | Estadio de la final del Campeonato sudamericano sub-20 XXVII final Uruguay 2003 Argentina    | Sucesor: Estadio Palogrande Manizales Colombia 2005    |
| Predecesor: Estadio Monumental Antonio Vespucio Liberti Buenos Aires Argentina 2013 | Estadio de la final del Campeonato sudamericano sub-20 XXVI final Uruguay 2015 Argentina     | Sucesor: Estadio Olímpico Atahualpa Quito Ecuador 2017 |